# Robert Madley
Robert Madley (Wakefield, 6 oktober 1985) is een Engels voetbalscheidsrechter. Hij was in dienst van FIFA en UEFA tussen 2016 en 2018. Ook leidde hij tussen 2013 en 2018 wedstrijden in de Premier League, waarna hij op lagere niveaus ging fluiten. Hij is een jongere broer van scheidsrechter Andrew Madley.
Op 27 april 2013 leidde Madley zijn eerste wedstrijd in de Engelse nationale competitie. Tijdens het duel tussen Southampton en West Bromwich Albion (0–3) trok de leidsman viermaal de gele kaart, waarvan twee aan dezelfde speler (Danny Fox), die dus het veld moest verlaten. Ook deelde hij nog twee directe rode kaarten uit, aan Gastón Ramírez en Marc-Antoine Fortuné. Zijn eerste interland floot hij op 7 juni 2016, toen Australië met 1–2 verloor van Griekenland. Tijdens dit duel gaf Madley zes gele kaarten.
In augustus 2018 gaf Madley aan te stoppen als scheidsrechter vanwege 'een verandering in zijn persoonlijke omstandigheden'. Het jaar erna bracht hij naar buiten dat hij een video had gemaakt waarin hij een verstandelijk beperkt persoon had nagedaan en dat een vriend deze video had doorgestuurd naar de FA. Hierop was Madley aan de kant geschoven door de bond. In februari 2020 keerde hij terug als scheidsrechter, in de League One en League Two.

## Interlands
| Datum         | Plaats               | Wedstrijd               | Uitslag | Competitie        | Kreeg geel | Kreeg voor de tweede keer geel en dus rood | Weggestuurd |
| ------------- | -------------------- | ----------------------- | ------- | ----------------- | ---------- | ------------------------------------------ | ----------- |
| 7 juni 2016   | Melbourne, Australië | Australië – Griekenland | 1 – 2   | Vriendschappelijk | 6          | 0                                          | 0           |
| 27 maart 2018 | Londen, Engeland     | Colombia – Australië    | 0 – 0   | Vriendschappelijk | 0          | 0                                          | 0           |
| 7 juni 2018   | Reykjavik, IJsland   | IJsland – Ghana         | 2 – 2   | Vriendschappelijk | 3          | 0                                          | 0           |